# Estela Portillo-Trambley
Estela Portillo-Trambley (El Paso, 1926 - 1998) est une poétesse et dramaturge féministe américaine.
Considérée comme une pionnière de la littérature chicana, elle a acquis une reconnaissance grâce à la publication de ses nombreuses pièces de théâtre, prose et poésie illustrant la vie et le sort des femmes chicanas dans des sociétés dominées par les hommes.

## Biographie

### Jeunesse et formation
Estela Portillo naît à El Paso (Texas) le 16 janvier 1926, et est l'aînée de cinq enfants de parents immigrés mexicains : mécanicien italien, et Delphina Portillo née Fierro, professeure mexicaine de piano,,. Très jeune, elle part vivre avec ses grands-parents maternel dans le quartier El Segundo d'El Paso, où elle est témoin d'une grande pauvreté, dont elle tire une certaine force et développe sa passion pour la littérature américaine et britannique.
À l'âge de 17 ans,, elle épouse Robert Trambley, un vendeur blanc, et ensemble ils ont six enfants – cinq filles et un fils,. Tout en élevant une famille et en travaillant, elle suit des cours au Texas Western College (aujourd'hui l'université du Texas à El Paso) et obtient un Bachelor of Arts en 1956 puis une maîtrise en littérature anglaise en 1977,.

### Carrière
Elle mène une carrière d'enseignante au secondaire de 1957 à 1964, à l'El Paso Technical Institute, où elle est directrice du département d'anglais pendant six ans,,,,.
Elle se consacre à l'écriture à la suite de la mort de son sixième enfant, Robert Keith, à seulement un an. La douleur la pousse à écrire et elle publie d'abord un recueil de poésie, Impression of a Chicana, en 1971. À la même époque, elle cofonde le premier théâtre bilingue, le Los Pobres Bilingual Theater (« le théâtre bilingue des pauvres »),.
Elle est dramaturge résidente à El Paso Community College (en) de 1970 à 1975,. Pendant son séjour, elle produit et dirige les productions dramatiques du collège et occupe le poste de professeur d'art dramatique. Sa première pièce, The Day of the Swallows (« Le Jour des Hirondelles », 1971), est une tragédie moderne qui aborde des thèmes du féminisme chicana et le lesbianisme. Elle connaît un grand succès public et critique.
À partir de 1972, elle anime aussi des émissions de radio (Estela Says) et de télévision (Cumbre),.
En 1975, elle reporte le prix Premio Quinto Sol pour son recueil de nouvelles Rain of Scorpions and Other Writings (« Pluie de scorpions et autres écrits »), le premier prix littéraire de ce type décerné à une femme. Dans cet ouvrage, elle révolutionne la littérature chicana par son style, son langage et son contenu thématique. Dans les années 1970, c'est l'un des seuls livres de la communauté chicana, et il a été très bien reçu par celle-ci, en particulier les féministes.
En 1983, dans Sor Juana and Other Plays (« Sor Juana et autres pièces »), elle reconsidère les doubles standards auxquels Juana Inés de la Cruz, une religieuse du XVIIe siècle, est confrontée et réinvente sa vie dans une perspective féministe. Elle obtient un succès national, suivi deux ans plus tard de Black Light (« Lumière noire », 1985), grâce auquel elle remporte la deuxième place au concours de dramaturge hispanique du festival Shakespeare in the Park de New York,. Dans Trini (1986), elle explore les problématiques sociétales chicanas en suivant une femme tarahumara qui traverse la frontière entre le Texas et le Mexique ; c'est l'ouvrage le plus proche de ses propres expériences personnelles,.

### Dernières années
Elle a par ailleurs écrit des articles sur l'histoire et la culture hispaniques pour la radio publique nationale. Ses pièces ont été jouées dans des universités telles que l'Université de Californie à Berkeley et l'Université de Californie à Riverside. En 1995, elle a occupé la chaire présidentielle d'écriture créative à l'Université de Californie à Davis.
Estela Portillo-Trambley meurt le 29 décembre 1998.

« La soif insatiable de connaissances d'Estela et sa volonté inébranlable de changer le statut inéquitable de la femme transparaissent dans ses livres, car elle écrit sur des femmes qui ont de la force dans ce monde social. »

— Son époux Robert Trambley, à la mort d'Estela Portillo-Trambley.

## Œuvre
Alors que de nombreux travaux d'autres auteurs sont centrés sur l'expérience des hommes latinos, Portillo-Trambley concentre son travail sur les femmes, revendiquant leur propre voix, faisant de Portillo-Trambley une pionnière dans le féminisme chicana,,,,. Ses expériences de vie au Mexique et le long de la frontière entre le Texas et le Mexique ont inspiré les thèmes évidents de ses œuvres, tandis que des personnages féminins forts remettent en question leurs rôles traditionnels et subordonnés dans la société. En se plaçant du point de vue chicana, elle aborde des thèmes qui touchent cette communauté, à savoir les rôles de genre, la sexualité, la culture indigène et l'immigration.
Elle est la première Chicana à publier un recueil de nouvelles et la première à écrire une comédie musicale, et est la première autrice de la nouvelle littérature chicana.

### Poésie
- Impression of a Chicana (recueil de poésie), El Espejo Quinto Sol, 1971.
- (dir.) Chicanas en literatura y Arte (litt. « Femmes Chicanas dans la littérature et l'art »), Quinto Sol, 1974.
- Rain of Scorpions and Other Writings (« Pluie de scorpions et autres écrits », nouvelles), Tonatiuh International, 1976.
- Trini, Bilingual Press, 1986.

### Pièces de théâtre
- The Day of the Swallows (« Le Jour des Hirondelles »), El Espejo Quinto Sol, 1971.
- Morality Play (« Pièce morale », comédie musicale en trois actes), produite pour la première fois à El Paso, Texas, au Chamizal National Theatre, 1974.
- (contributrice) We Are Chicano (« Nous sommes Chicano »), Washington Square Press, 1974.
- Black Light (« Lumière noire », trois actes), produite pour la première fois à El Paso au Chamizal National Theatre, 1975.
- El Hombre Cosmico (« L'Homme Cosmique »), produite pour la première fois au Chamizal National Theatre, 1975.
- Sun Images (« Images du Soleil », comédie musicale), produite pour la première fois au Théâtre national de Chamizal, 1976.
- (contributrice ; Roberto Garza, rédacteur en chef), Chicano Theatre (« Théâtre chicano », inclut The Day of the Swallows), Notre Dame University Press, 1976.
- Isabel and the Dancing Bear (« Isabel et l'Ours dansant », en trois actes), produit pour la première fois au Chamizal National Theatre, 1977.
- Sor Juana and Other Plays (« Sor Juana et autres pièces »), Bilingual Press, 1983.
- Autumn Gold (« Or d'Automne », comédie en trois actes)
- Broken Moon (« Lune brisée », pièce en trois actes)
- Los amores de Don Estafa (« Les Amours de Don Estafa »[c], comédie en trois actes en anglais).

## Prix et reconnaissance
Estela Portillo-Trambley est la première Chicana à remporter le prix Quinto Sol 1975, un prix littéraire présenté par la maison d'édition Quinto Sol (en) pour son recueil de nouvelles Rain of Scorpions,,.
Elle a atteint la deuxième place au concours des dramaturges hispaniques américains du festival Shakespeare in the Park, à New York, en 1985 pour sa pièce Black Light. La dramaturge a été nommée Author of the Pass par le El Paso Herald-Post (en) en 1990 et a été intronisée au Temple de la renommée des Femmes d'El Paso (en) en 1996.
En 1995, elle a occupé le poste de chaire présidentielle en écriture créative à l'Université de Californie à Davis.

## Archives
Les œuvres et les documents biographiques de Portillo-Trambley sont actuellement archivés dans la collection latino-américaine Benson de l'université du Texas. Les documents archivés vont de 1969 à 1978 et sont constitués d'échantillons de pièces de théâtre, de prose, de poésie et de critiques littéraires, des essais critiques et des notes sur le travail de Portillo-Trambley, ainsi qu'une interview donnée à Juan Bruce-Novoa.